# Марківська сільська рада (Коломийський район)
| Марківська сільська рада — орган місцевого самоврядування у Коломийському районі Івано-Франківської області з адміністративним центром у с. Марківка. Водоймища на території, підпорядкованій даній раді: річка Білий Потік. Сільській раді підпорядковані населені пункти: - с. Марківка |

## Склад ради
Рада складається з 17 депутатів та голови.

### Керівний склад ради
| ПІБ                          | Основні відомості                                                 | Дата обрання | Дата звільнення |
| ---------------------------- | ----------------------------------------------------------------- | ------------ | --------------- |
| Копильців Яків Тарасович     | Сільський голова, 1958 року народження, освіта, безпартійний      | 26.03.2006   | 01.09.2008      |
| Стефанюк Михайло Ярославович | Сільський голова, 1982 року народження, освіта                    | 15.03.2009   | 31.10.2010      |
| Стефанюк Михайло Ярославович | Сільський голова, 1982 року народження, освіта вища, безпартійний | 31.10.2010   |                 |

Примітка: таблиця складена за даними джерела